# Houshenzinus rimosus
Espèce
Houshenzinus rimosus est une espèce d'araignées aranéomorphes de la famille des Linyphiidae.

## Distribution
Cette espèce est endémique de Chine. Elle se rencontre au Shaanxi, au Sichuan et au Hubei.

## Description
Le mâle holotype mesure 2,03 mm.
Le mâle décrit décrit par Song et Li en 2008 mesure 1,90 mm et la femelle 2,15 mm.

## Systématique et taxinomie
Cette espèce a été décrite par Tanasevitch en 2006.

## Publication originale
- Tanasevitch, 2006 : « On some Linyphiidae of China, mainly from Taibai Shan, Qinling Mountains, Shaanxi Province (Arachnida: Araneae). » Zootaxa, no 1325, p. 277-311.